# Amaxia verdatra
Amaxia verdatra là một loài bướm đêm thuộc phân họ Arctiinae, họ Erebidae.